# Loch Enoch
Loch Enoch ist ein Süßwassersee in der schottischen Council Area Dumfries and Galloway.

## Beschreibung
Der Loch Enoch liegt am Nordrand von Dumfries and Galloway jeweils rund 20 Kilometer nördlich von Newton Stewart and nordwestlich von New Galloway im Galloway Forest Park. Entlang seines Nordufers verläuft die Grenze zwischen Dumfries and Galloway und der benachbarten Council Area East Ayrshire. Westlich des Sees erhebt sich der 843 Meter hohe Merrick, während der 692 Meter hohe Mullwharchar nordöstlich und der 610 Meter Dungeon Hill östlich gelegen ist. Zwischen dem Loch Enoch und dem 1,5 Kilometer südlich gelegenen Loch Neldricken verläuft eine Wasserscheide. In einer weitgehend unbesiedelten Region der Southern Uplands gelegen, ist der Loch Enoch nicht durch Straßen erschlossen.
Verschiedene Bäche speisen den höchsten 1,3 Kilometern und 1,0 Kilometer breiten, unregelmäßig geformten See. Er liegt auf einer Höhe von 498 Metern. Sein 222 Hektar bedeckendes Einzugsgebiet umfasst vornehmlich Grasflächen (66 %), während Grundwasser 22 % des Zuflusses ausmacht. Aus seiner Fläche von 50 Hektar und seiner mittleren Tiefe von 12,4 Metern ergeben sich ein Umfang von sieben Kilometern und ein Volumen von rund 6,2 Mio. Kubikmetern. Die maximale Tiefe des Loch Enoch beträgt 36 Meter. Vom Nordufer des Loch Enoch fließen die Bäche Pulskaig Burn und Eglin Lane ab. Sie verlaufen um gegenüberliegende Flanken des Mullwharchar und münden beide in den Loch Doon, der über den Doon in den Firth of Clyde entwässert. Beide Bäche sind Grenzbäche zwischen Dumfries and Galloway und East Ayrshire.